# Флерио, Зинаида
Зинаида Флерио (собственно: Зенаид-Мари-Анн Флёрио, фр. Zénaïde-Marie-Anne Fleuriot; 28 октября 1829, Сен-Бриё — 19 декабря 1890, улица Шерш-Миди, VI округ Парижа) — французская писательница, автор многочисленных сентиментально-нравоучительных романов.

## Биография
Зенаид Флёрио родилась в Бретани, наиболее консервативном регионе Франции, в консервативной даже по местным меркам католической и роялистской семье. Её отец, Жан-Мари, рано осиротел и был воспитан дядей — католическим священником, позднее расстрелянным во французском Бресте в 1794 году за отказ принести присягу революционному правительству. С 14 лет отец писательницы служил в наполеоновской армии, участвовал, в частности, в битве при Аустерлице, однако приветствовал реставрацию Бурбонов, и в дальнейшем служил чиновником в муниципалитете Сен-Брие. В 1830 году он отказался признать Июльскую революцию и покинул государственную службу, что сильно ухудшило материальное положение семьи. У Жана-Мари и его супруги было 16 детей, из которых выжили только пятеро, в том числе Зенаид. Мировоззрение отца и других старших членов семьи оказало на неё большое влияние.
В 1849 году Зенаид Флёрио, на тот момент 20-летняя девушка, устроилась гувернанткой к детям местного аристократа из семьи де Керевер, которому импонировал крайний консерватизм как самой Зенаид, так и её родителей. Зимой она жила с семьёй Кереверов в Сен-Бриё, а летом — в замке Били. Так продолжалось вплоть до 1860 года.
К моменту, когда дети Кереверов повзрослели, Зенаид приняла решение сосредоточиться на литературной работе, которая примерно с того же времени (около 1860 года) начала приносить ей известность и доход. За последующие 30 лет она опубликовала не менее 83 романов, в основном, адресованных молодым девушкам, которые были признаны в увлекательной форме привить им целомудрие и католические ценности.
Романы Флёрио пользовались большим коммерческим успехом среди консервативной части среднего класса, охотно читали их и в дворянских семьях. В 1873 году, за один из романов, Флёрио получила Монтионовскую премию Французской академии (в материальном выражении, она составляла 1 500 франков). Некоторые романы Флёрио были переведены на немецкий язык, они пользовались большой популярностью в католической Австрии.
Достигнув творческого и материального успеха, Зенаид Флёрио выстроила себе большой коттедж на побережье залива Морбиан в Локмарьякере, окна которого выходили прямо на залив. Там она создавала свои произведения, время от времени наведываясь в Париж.
Зенаид Флёрио скончалась в 1890 году в Париже, откуда гроб с её телом был доставлен в Локмарьякер. Она была похоронена на местном кладбище под надгробием в форме менгира украшенного распятием, что должно было символизировать две главные ценности в жизни Зенаид: бретонские корни и католическую веру.